# Colona floribunda
Colona floribunda  es una especie  de fanerógamas perteneciente a la familia de las  malváceas. Es originaria del Sudeste de Asia.

## Descripción
Es un árbol que alcanza los 8 a 10 m de altura. Tiene las ramillas puberulentas estrelladas de color gris-marrón. Las hojas con pecíolo de 1.5-5.5 cm de longitud; limbo ampliamente obovado-orbicular o casi orbicular, de un tamaño de 14-21 × 11-20 cm, con pelos ásperos, gris-marrón en ambas superficies, el ápice agudo o acuminado, a veces con 3 a 5 lóbulos. Las inflorescencias son terminales de 27 cm de longitud. Flores de 8 mm de diámetro. Los sépalos lanceolados, de 4 mm. Pétalos amarillos, espatulados, casi tan largos como los sépalos. Con 40 estambres casi tan largos como los pétalos. El fruto es una cápsula de 1-1,5 cm de diámetro. Florece en junio, y fructifica en noviembre.

## Distribución y hábitat
Se encuentra en los bosques de montaña secundarios, a una altitud de 300-2000 metros. Se distribuye por Yunnan en China, India, Laos, Birmania, Tailandia y  Vietnam.

## Taxonomía
El basónimo se da a menudo como Grewia floribunda Wallich ex Voigt (Hort. Suburbio. Calcutt 128.. 1845), pero ese nombre, como un nomen nudum, no se publicó válidamente.

## Sinonimia
- Columbia floribunda Wall. ex Kurz basónimo[1]